# کوچه بی‌نام
کوچهٔ بی‌نام با نام اولیه مشرف به کوچهٔ بی‌نام فیلمی درام خانوادگی به کارگردانی و نویسندگی هاتف علیمردانی و تهیه‌کنندگی منصور لشگری قوچانی محصول ۱۳۹۳ است که در ۲۳ بهمن ۱۳۹۴ در ایران اکران شد. شعارش: «ماه داره میره پشت ابر… چقدر راز تو دل این دنیاست، کوچهٔ بی‌نام کجاست…» و جملهٔ کوتاهش «هیچ فکری و هیچ حرفی در دنیا ارزش جنگیدن را ندارد…» بیان شده است.

## خلاصه فیلم
این فیلم دربارهٔ دو خانواده سنتی است که در خانه‌ای قدیمی زندگی می‌کنند. پسر جوان قرار است برای کار به خرم‌آباد برود. حاج مهدی عموی او با اصرار برایش بلیت هواپیما می‌گیرد و فردا خبر می‌رسد که هواپیما سقوط کرده است و این آغاز درگیری‌ها و چالش‌های داستان در زندگی این دو خانواده می‌شود…

## بازیگران
| بازیگر            | نقش            | توضیحات                    |
| ----------------- | -------------- | -------------------------- |
| فرهاد اصلانی      | حاج مهدی       | پدر دخترها                 |
| باران کوثری       | محدثه          | خواهر وسطی                 |
| فرشته صدرعرفایی   | احترام         | مادر دخترها                |
| پانته‌آ بهرام      | فروغ           | مادر حمید و زن عموی دخترها |
| ملیسا ذاکری       | نصیبه (میشا)   | خواهر کوچکتر               |
| ستاره پسیانی      | فاطمه          | خواهر بزرگتر               |
| محمدرضا غفاری     | حمید           | پسر فروغ                   |
| امیر آقایی        | بابک           | دوست محدثه                 |
| علیرضا استادی     | علی            | عموی دخترها                |
| فرخنده فرمانی‌زاده | انسی           | خواهر فروغ                 |
| حمیدرضا محمدی     |                | دوست حمید                  |
| پروین ملکی        | خانم کاظم توری |                            |
| علیرضا علویان     | مجتبی          | شوهر فاطمه                 |
| نیوشا جهانی       | نگار           | دختر فروغ                  |
| حسام رحیمی‌منش     | محمدطاها       | پسر فاطمه                  |

## دیدگاه عوامل فیلم
شرایط کنونی جامعه ما این چنین فیلمنامه‌ها را می‌پذیرد چرا که بدون هیچ‌گونه دروغگویی، واقعیت‌ها را با زبان ساده بیان می‌کند.

محمود کلاری
- محمود کلاری دربارهٔ این فیلم گفت: «نکته اساسی که در فیلم وجود دارد این است که فیلم، جنس ایرانی بودن دارد و تضاد میان نسل‌ها را خیلی خوب به تصویر می‌کشد. کوچهٔ بی‌نام به زندگی واقعی و جهان ما شباهت زیادی دارد.»[۱]
- پانته‌آ بهرام، فیلمنامه‌اش را به «هدیه‌ای آسمانی» همانند کرد که نمی‌توان آن را نپذیرفت.[۱]
- منصور لشگری قوچانی این فیلم را از کم‌چند فیلم‌هایی دانست که برای پرداختنش، با «با روان‌شناس و جامعه‌شناس مفصلاً به بحث و گفتگو پرداختیم و سعی کردیم با دیدی بی‌طرفانه جامعه را نشان دهیم. رویکردمان نمایش یک معضل در یک خانواده جنوب شهری است اما قصه فراتر از خانواده، جامعه را به تصویر کشیده است.».[۱]

## جوایز
| سال                            | جایزه                              | بخش                       | نامزد           | نتیجه    |
| ------------------------------ | ---------------------------------- | ------------------------- | --------------- | -------- |
| ۱۳۹۳                           | سی و سومین جشنواره فیلم فجر        | بهترین بازیگر نقش اول زن  | باران کوثری     | برنده    |
| ۱۳۹۳                           | سی و سومین جشنواره فیلم فجر        | بهترین بازیگر نقش مکمل زن | فرشته صدرعرفایی | نامزدشده |
| بهترین چهره‌پردازی              | ایمان امیدواری                     |                           |                 | نامزدشده |
| بهترین فیلم از نگاه مردمی      | هاتف علیمردانی                     | سومین فیلم (۲٫۹۸)         |                 |          |
| ۱۳۹۵                           | هجدهمین دوره جشن بزرگ سینمای ایران | بهترین بازیگر نقش اول زن  | باران کوثری     | برنده    |
| ۱۳۹۵                           | بهترین بازیگر نقش مکمل زن          | فرشته صدرعرفایی           |                 | برنده    |
| ۱۳۹۵                           | شانزدهمین دوره جشن حافظ            | بهترین بازیگر نقش اول مرد | فرهاد اصلانی    | برنده    |
| نهمین دوره جشن منتقدان سینمایی | جایزه خلاقیت در بازیگری            | فرهاد اصلانی              |                 | برنده    |
| نهمین دوره جشن منتقدان سینمایی | بهترین بازیگر نقش اول زن           | باران کوثری               |                 | برنده    |
| بهترین بازیگر نقش مکمل زن      | فرشته صدرعرفایی                    |                           |                 | برنده    |

## لوکیشن
داستان فیلم در کوچه شهید «علیرضا بی‌نام» در محله‌ای در جنوب شهر تهران می‌گذرد.